# Rampini E60
Le Rampini E.60 est un minibus urbain électrique fabriqué par le constructeur italien Rampini S.p.A..
La première génération a été réalisée en coopération avec le jeune carrossier espagnol Car-bus.net qui a fabriqué la carrosserie jusqu'en 2019. Le modèle a été restylé en 2020 sans évolution pour la partie mécanique. Il est désormais fabriqué entièrement en Italie. C'est ce dernier modèle qui a été retenu par les villes de Niort et Aix en Provence, Madrid et Vienne, et de nombreuses villes italiennes.

## Histoire
Ce véhicule, électrique comme toute la gamme du constructeur italien, est le plus petit minibus électrique actuellement sur le marché. Ce minibus a été conçu avec un plancher ultrabas et plat accessible sans accessoire avec un PMR avec fauteuil roulant, sans aide extérieure. La porte latérale coulissante dégage un passage de 1,10 mètre.

## Caractéristiques techniques
Ce minibus aux dimensions minimales, idéal pour les centres-villes anciens aux ruelles étroites, peut transporter 28 personnes dont 10 assises, 17 debout avec 1 fauteuil PMR ou 24 personnes debout. A part le moteur de traction, toute la partie technique est de conception et fabrication interne et brevetée par le constructeur "Rampini". Il dispose d'une traction électrique avec des batteries lithium ferrite.
Le système de freinage doté de l'ABS et ASR est équipé d'un système de récupération d'énergie. Il offre une autonomie de 120 km et peut recevoir une recharge rapide du groupe de batteries de 300 Ah.
Le véhicule est chauffé et climatisé avec régulation automatique.